# Championnats de Pologne de squash
Les Championnats de Pologne de squash sont une compétition de squash individuelle organisée par la fédération polonaise de squash. Ils se déroulent chaque année depuis 2003.
Filip Jarota détient le record de victoires masculines avec 6 titres. Karina Tyma détient le record de victoires féminines avec 8 titres.

## Palmarès[1]

### Hommes
- 2025 : Leon Krysiak[2]
- 2024 : Filip Jarota[3]
- 2023 : Filip Jarota[4]
- 2022 : Filip Jarota
- 2021 : Filip Jarota[5]
- 2020 : Filip Jarota
- 2019 : Filip Jarota
- 2018 : Przemysław Atras
- 2017 : Łukasz Stachowski
- 2016 : Mateusz Kotra
- 2015 : Mateusz Kotra
- 2014 : Marcin Karwowski
- 2013 : Marcin Karwowski
- 2012 : Michał Reid
- 2011 : Marcin Karwowski
- 2010 : Wojciech Nowisz
- 2009 : Wojciech Nowisz
- 2008 : Wojciech Nowisz
- 2007 : Marcin Kozik
- 2006 : Andrzej Wierzba
- 2005 : Andrzej Wierzba
- 2004 : Andrzej Wierzba
- 2003 : Andrzej Wierzba

### Femmes
- 2025 : Karina Tyma[2]
- 2024 : Karina Tyma[3]
- 2023 : Karina Tyma[4]
- 2022 : Karina Tyma
- 2021 : Karina Tyma[5]
- 2020 : Karina Tyma
- 2019 : Karina Tyma
- 2018 : Magda Kamińska
- 2017 : Karina Tyma
- 2016 : Magda Kamińska
- 2015 : Magda Kamińska
- 2014 : Magda Kamińska
- 2013 : Dominika Witkowska
- 2012 : Dominika Witkowska
- 2011 : Dominika Witkowska
- 2010 : Dominika Witkowska
- 2009 : Anna Jurkun
- 2008 : Anna Jurkun
- 2007 : Dominika Witkowska
- 2006 : Dominika Witkowska
- 2005 : Dominika Witkowska
- 2004 : Maja Taraszkiewicz
- 2003 : Ewa Szafrańska